# 신현중학교 (경남)
신현중학교(新縣中學校)는 대한민국 경상남도 거제시 고현동에 있는 공립 중학교이다.

## 학교 연혁
- 1991년 1월 24일 : 신현중학교 설립 인가
- 1991년 3월 1일 : 개교(남 3, 여 2 총 5학급)
- 1991년 4월 19일 : 신축 교사 입주(개교)
- 1994년 2월 17일 : 제1회 졸업식(졸업생수 214명)
- 2014년 3월 1일 : 교육과학기술부 요청 창의, 인성 연구학교
- 2022년 3월 1일 : 제14대 이정이 교장 취임
- 2023년 2월 14일 : 제30회 졸업생(남 123명, 여 90명 계 213명, 총 9,285명)
- 2023년 3월 2일 : 2023학년도 신입생(남 117명, 여 114명 계 231명) 입학

## 참고 자료
- 신현중학교 - 한국교육학술정보원 학교알리미